# Oskar H.W. Coester
Oskar Hans Wolfgang Coester (Pelotas, 26 de septiembre de 1938 - Porto Alegre, 17 de noviembre de 2020) fue un empresario e inventor brasileño.
Fue responsable por el sector de mantenimiento de aeronaves de la VARIG durante su época dorada, bajo el mando de Rubem Berta. Es el fundador del Grupo Coester, integrado por la Coester Automatización S.A., fabricante de equipamientos de automatización industrial, y de la Aeromóvel Brasil S.A., empresa responsable por el desarrollo e implantación de la tecnología de transporte neumático inventada por él, que quedó conocida como aeromóvel.

## Biografía
En 1960 se incorporó a la plantilla de VARIG y se convirtió en el jefe del departamento de Electrónica de Tableros. En 1969 dejó VARIG.
Desde 1961, cuando las grandes distancias comenzaron a ser cubiertas por nuevos aviones a reacción en tiempos más cortos que las distancias cortas en los centros urbanos, comenzó a estudiar los problemas relacionados con las dificultades de movilidad en las grandes ciudades y, en 1977, solicitó la primera patente de un nuevo concepto, hoy conocido internacionalmente como Sistema Aeromóvel.
En 1970 comienza a dedicarse exclusivamente al desarrollo y fabricación, en Brasil, de sistemas de servomecanismos, equipos de navegación y pilotaje automático de barcos en su pequeña empresa, fundada en agosto de 1961, la entonces Coester Ldta. En la década de 1970, con el crecimiento de la industria naval, fundó Coester S.A, la única empresa en América Latina que diseñó y fabricó sistemas giroscópicos, de navegación y ecosondas para la Armada de Brasil, equipando más de 350 barcos, incluidos los grandes petroleros.
En 1977, Coester adquirió Inbrasin, una empresa relacionada con la fabricación de agujas magnéticas, en Río de Janeiro, y su producción fue transferida a Coester Equipamentos, en São Leopoldo.
En 1978, Coester adquirió la participación mayoritaria de Metalúrgica Alpair en São Leopoldo, que comenzó a concentrar las actividades de Aeromóvel, cambiando su nombre a Aeromóvel Brasil S.A. En esta empresa se desarrolló el diseño y construcción del primer Aeromóvil, hoy operando de forma experimental entre las Avenidas Loureiro da Silva y Presidente João Goulart, en Porto Alegre, y comercialmente, en Yakarta, Indonesia. En Porto Alegre, la actual línea de pruebas se amplió conectando la Usina do Gasômetro al campus central de la UFRGS, y estará en pleno funcionamiento en los próximos años. Se implementará otra línea entre la Terminal 1 del Aeropuerto Internacional Salgado Filho y la Estación del Aeropuerto Trensurb.
Coester falleció a los ochenta y dos años en Porto Alegre.

## Distinciones
- Medalla de la ciudad de Porto Alegre por el Ayuntamiento de Porto Alegre (1980).
- “Amigo de la Marina” por el Ministerio de Marina (1980).
- Título de Ciudadano Leopoldense por el Ayuntamiento de São Leopoldo (1984).